# Drusus Caesar
Drusus Julius Caesar (7–33) byl člen julsko-klaudijské dynastie a starší bratr pozdějšího římského císaře Caliguly.

## Život
Drusus Caesar se narodil jako syn Germanika, proslulého a římským lidem velmi oblíbeného vojevůdce, a jeho manželky Agrippiny starší. Germanikovi rodiče se jmenovali Nero Claudius Drusus a Antonie mladší. Ze strany své matky Agrippiny starší byl Drusus vnukem Marka Vipsania Agrippy a Augustovy dcery Julie starší. Vedle staršího bratra Nerona Caesara měl za sourozence rovněž mladšího Caligulu a sestry Agrippinu mladší, Julii Drusillu a Julii Livillu.
Smrt jeho otce v roce 19 a úmrtí jeho strýce Drusa mladšího o čtyři roky později učinily z Drusa Caesara jednoho z možných následníků císaře Tiberia, Germanikova adoptivního otce. Vlivem nástrah pretoriánského prefekta Lucia Aelia Seiana a neskrývané ctižádosti Drusovy matky Agrippiny starší pojal podezřívavý Tiberius postupem času hlubokou nedůvěru ke Germanikově rodině. Mocichtivý Seianus prahl po úplné zkáze Agrippiny a jejich dětí, k čemuž mu dopomohla i bratrská nesvornost. Touha Drusa Caesara po vládě a jeho nevraživost na matčinu náklonnost ke staršímu Neronovi ho vedly k udávání vlastního bratra Seianovi. Jakmile byl Nero Caesar v roce 29 odsouzen a vypovězen na izolovaný ostrov, dosáhl Drusus pozice Tiberiova přímého nástupce. V témže roce se oženil se svojí vzdálenou příbuznou Aemilií Lepidou, avšak ta na něho brzy začala donášet Seianovi. Roku 30 proti němu Seianus vznesl před císařem blíže neznámá obvinění. Tiberius se nejprve spokojil s tím, že Drusa, pobývajícího tehdy na Capri, poslal do Říma. Senát ho posléze stejně jako jeho bratra prohlásil za nepřítele státu (hostis), Drusus ale na rozdíl od Nerona neskončil v ostrovním vyhnanství, nýbrž byl uvězněn ve sklepeních pod Palatinem.
Tiberius teprve v roce 31 prohlédl Seianovy intriky, načež se nebezpečného prefekta rozhodl odstranit. Pokud by se Seianus pokusil provést převrat, nařídil, aby byl Drusus Caesar propuštěn z vězení a postaven do čela lidu. Nicméně císařova nenávist k Drusovi nepolevila a v důsledku toho princ v roce 33 zahynul, neboť mu byla odepřena potrava. Přitom se měl pokoušet pojídat vycpávku svého polštáře a nakonec proklel původce svého utrpení. Tiberius poté nechal přečíst děsivé zápisy posledních dnů svého vnuka senátorům, aby je přesvědčil o Drusových zločinech.